# كيث بارسونز
كيث بارسونز (2 مايو 1973 في المملكة المتحدة - )  (بالإنجليزية: Keith Parsons)‏ هو لاعب كريكت بريطاني. لعب مع نادي مقاطعة سومرست للكريكت ‏.

## وصلات خارجية
- كيث بارسونز على موقع إي آس بي آن كريك إنفو (الإنجليزية)